# Janko Balantič
Janko Balantič - Resman, slovenski fotograf in filmski snemalec, * 29. april 1908, Srednja Dobrava pri Kropi, † 4. oktober 1993, Radovljica.
Bil je samouk. Prvič se je ime Janka Balantiča pojavilo med avtorji filmskega dokumentarca Ljubljana pozdravlja osvoboditelje. Ta film je posnel skupaj z Metodom Badjuro, Mariem Foersterjem in Rudijem Omoto 9. in 10. maja 1945.
Samostojno je posnel naslednje kratke filme, od katerih nobeden ni daljši od dobre minute:
- Krst prvega jadralnega letala 6. oktobra 1940 v Kranju (prikaz prvega poleta jadralnega letala Kranjec v organizaciji aerokluba Naša krila Kranj)
- Tombola v Kranju (1940)
- Planica (1941)
- Otvoritev železniške postaje Otoče-Brezje (1940)